# Gejza Hlavaj
Gejza Hlavaj (30. listopadu 1926 – ???) byl slovenský a československý politik a poúnorový bezpartijní poslanec Národního shromáždění ČSR.

## Biografie
Ve volbách roku 1954 byl zvolen do Národního shromáždění ve volebním obvodu Spišská Nová Ves. V parlamentu setrval do konce funkčního období, tedy do voleb roku 1960. K roku 1954 se profesně uvádí jako horník Spišských železnorudných dolů v obci Rudňany.